# I Was / I Am
I Was / I Am è il secondo album in studio del cantante statunitense Noah Kahan, pubblicato il 17 settembre 2021 dalla Republic Records.

## Tracce
1. Part of Me – 3:59 (Edd Holloway, Nick Atkinson, Noah Kahan)
2. Animal – 3:39 (Noah Kahan, Ryan Keen)
3. Caves – 3:21 (Noah Kahan, Scott Harris)
4. Bad Luck – 3:11 (Gregg Wattenberg, Kellen Pomeranz, Noah Kahan)
5. Godlight – 4:07 (Noah Kahan)
6. Someone Like You (feat. Joy Oladokun) – 3:06 (Noah Kahan, Todd Clark)
7. Fear of Water – 2:51 (Joel Little, Sarah Aarons, Noah Kahan)
8. Hollow – 4:32 (Emily Warren, Noah Kahan, Stephen Kozmeniuk)
9. Bury Me – 3:14 (John Hill, Noah Kahan, Sammy Witte)
10. Howling – 4:45 (Noah Kahan)

Durata totale: 36:45